# Limerick

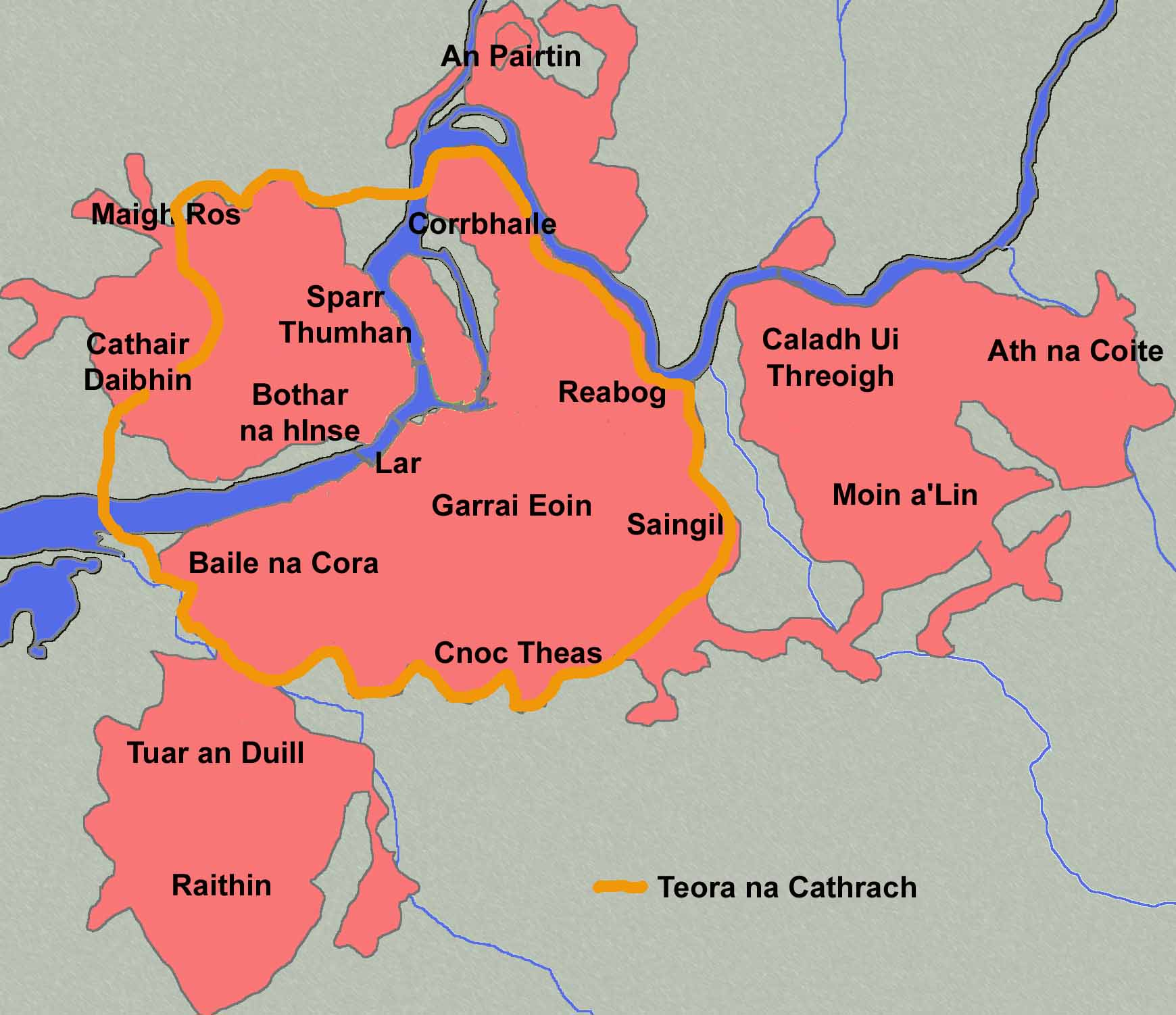
Limerick

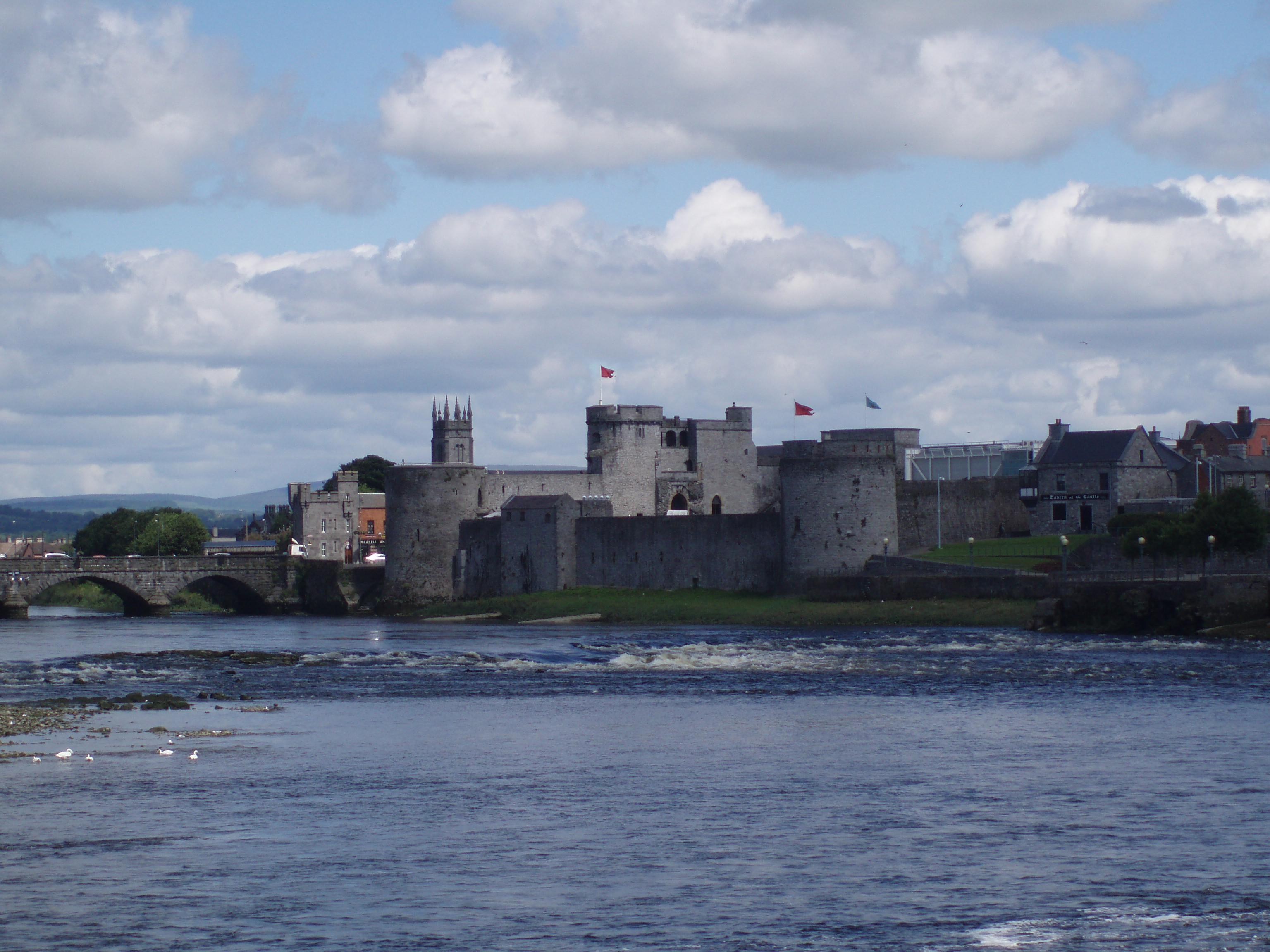
Zamek króla Jana z XII wieku

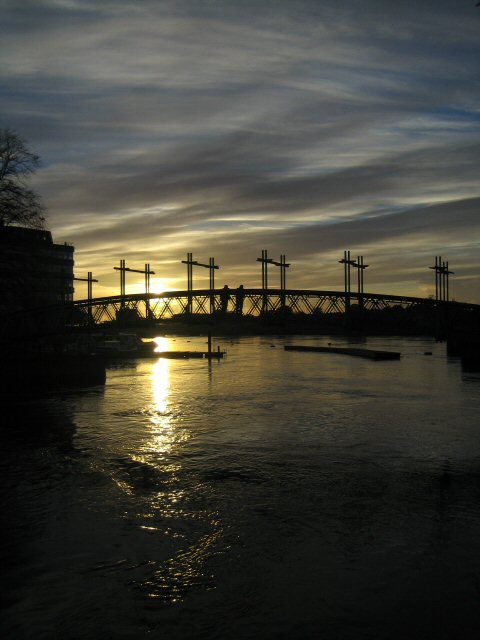
Most Sylwestra O'Hallorana

Limerick (wym. [ˈlɪmrɪk]; irl. Luimneach, wym. [ˈl̪imʲɨnʲəx]) – miasto w środkowo-zachodniej Irlandii (prowincja Munster), położony nad estuarium rzeki Shannon, 195 km na zachód od Dublina. Ośrodek administracyjny hrabstwa Limerick. Trzecie co do liczby ludności miasto Republiki Irlandii.
Istnieje tu wiele przedsiębiorstw związanych z rolnictwem, a miasto jest znane z produkcji szynki i bekonu. W mieście rozwinął się przemysł spożywczy, odzieżowy, skórzany, materiałów budowlanych, metalowy oraz elektrotechniczny. Jest również ośrodkiem handlowym i uniwersyteckim.
Do najważniejszych zabytków należą katedry: św. Marii (St. Mary's Cathedral) i św. Jana (St. John's Cathedral) oraz zamek króla Jana (King John's Castle) z XII wieku.
Z Limerick pochodzi Pat Cox, w Limerick narodził się także zespół The Cranberries i prawie wszyscy jego muzycy.

## Historia
Założony w 812 przez wikingów. Był stolicą ich królestwa Limerick, potem siedzibą królów Munsteru. W 1691 ostatni punkt oporu Jakuba II w walce o odzyskanie tronu Anglii.

## Zabytki
- Katedra Najświętszej Maryi Panny
- Katedra św. Jana (St. John's Cathedral)
- Zamek króla Jana (King John's Castle) z XII wieku

## Sport
- Limerick F.C. – II-ligowy irlandzki klub piłkarski
- F.C. POLONIA Limerick – klub powstał dzięki współpracy irlandzko–polskiej w 2007 roku. Klub rozpoczął rozgrywki na szczeblu IIB (odpowiednik IV ligi polskiej) kończąc sezon na 5 miejscu.

## Transport i komunikacja
Około 20 km na zachód od miasta znajduje się lotnisko Shannon, regularnie odlatują z niego samoloty do miast w Europie i Ameryce Północnej.

## Miasta partnerskie
Miasta partnerskie:
| - Powiat Hohenlohe, Niemcy (1990) - Santa Clara, Stany Zjednoczone (07.2014) - New Brunswick, Stany Zjednoczone (04.1999) - Birmingham, Wielka Brytania - Spokane, Stany Zjednoczone (4.03.1990) - Quimper, Francja - Villecresnes, Francja (2013) - Évry-Grégy-sur-Yerre, Francja (1996) - Hrabstwo Wyandotte, Stany Zjednoczone (2009) |

Ponadto miasto ma podpisane umowy partnerskie ze szkołami w Künzelsau oraz w Doon.

## Galeria

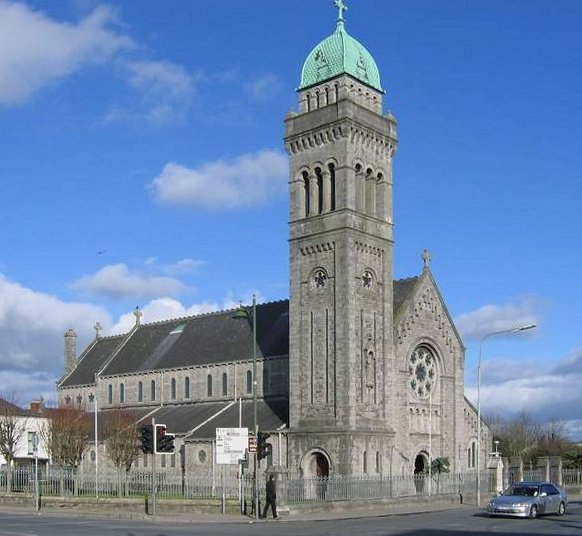
Jeden z kościołów w dzielnicy Corbally
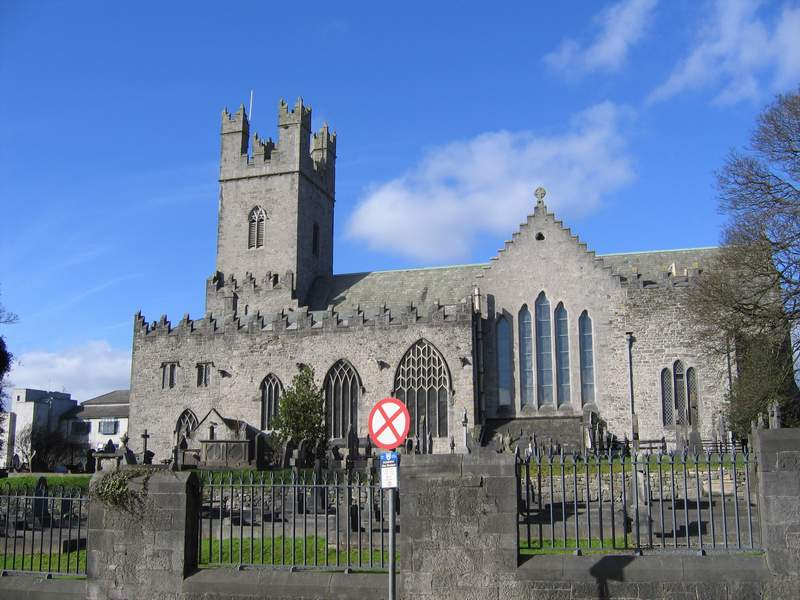
Katedra św. Marii (ang. St. Mary's Cathedral)
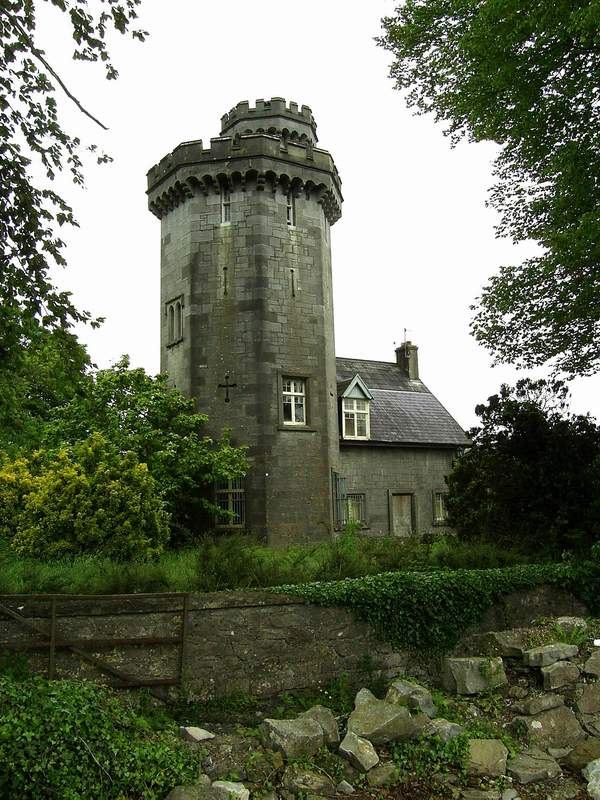
Dworek (ang. round tower) oddalony od fabryki Della o ok. 10 m
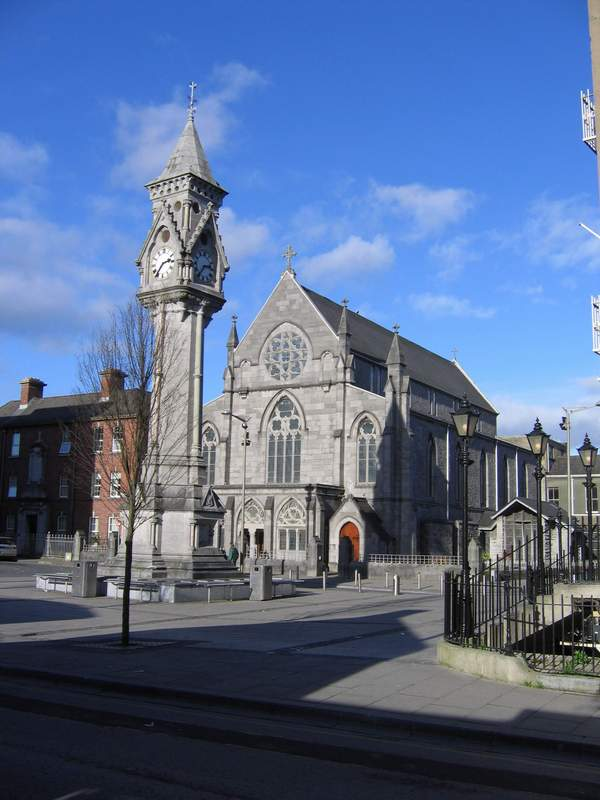
Tait's Clock przy Baker Place